# Theo Sontrop
Theodorus Alexander Leonardus Maria (Theo) Sontrop (Haarlem, 2 mei 1931 – Vlieland, 3 september 2017) was een Nederlands dichter, letterkundige en uitgever.

## Loopbaan
Hoewel hij studeerde aan de Rijksuniversiteit Utrecht, was Theo Sontrop van 1 december 1956 tot 19 januari 1959 redacteur van het aan de Universiteit van Amsterdam gelieerde studentenweekblad Propria Cures. Hij werkte samen met redacteuren als Piet Borst, Hugo Brandt Corstius, Joop Goudsblom, Renate Rubinstein en Aad Nuis.
Later werd Sontrop leraar en was hij betrokken bij uitgeverij J.M. Meulenhoff. Van 1972 tot 1991 was hij directeur van uitgeverij De Arbeiderspers. In deze jaren bracht Theo Sontrop samen met hoofdredacteur Martin Ros De Arbeiderspers van een sociaaldemocratische, op het grote publiek georiënteerde uitgeverij, tot een van de literair toonaangevende uitgeverijen van Nederland, met een breed fonds van Nederlandse, Vlaamse en internationale (vertaalde) auteurs. Tijdens zijn directeurschap werd de serie Privé-domein een begrip. Hij haalde onder anderen Geerten Meijsing en F.B. Hotz naar De Arbeiderspers. Sontrop werd als directeur opgevolgd door Ronald Dietz.
Theo Sontrop had in de jaren tachtig een column in het satirische VPRO-radioprogramma Borát.

## Trivia
Theo Sontrop figureert in 'Jagtlust' (1998) van Annejet van der Zijl, waarin de cercle rondom Fritzi Harmsen van Beek wordt beschreven.
Sontrop verhuisde in 1991 van Amsterdam naar Vlieland.
Sontrop speelt ook een belangrijke rol in het verhaal 'Blauw' in de debuutbundel 'Vogels met zwarte poten kun je niet vreten' van Anton Dautzenberg.